# Санний спорт на зимових Олімпійських іграх 1984
Змагання з санного спорту на зимових Олімпійських іграх 1980 тривали з 9 до 12 лютого на Санно-бобслейній трасі в Сараєві (СФРЮ). Розіграно три комплекти нагород.

## Чемпіони та призери

### Таблиця медалей
| Місце              | Країна             | Золото | Срібло | Бронза | Загалом |
| ------------------ | ------------------ | ------ | ------ | ------ | ------- |
| 1                  | НДР                | 1      | 1      | 2      | 4       |
| 2                  | Італія             | 1      | 0      | 0      | 1       |
| 2                  | Західна Німеччина  | 1      | 0      | 0      | 1       |
| 4                  | СРСР               | 0      | 2      | 1      | 3       |
| Загалом (4 збірні) | Загалом (4 збірні) | 3      | 3      | 3      | 9       |

### Дисципліни
| Дисципліна                | Золото                                      | Золото   | Срібло                                      | Срібло   | Бронза                           | Бронза   |
| ------------------------- | ------------------------------------------- | -------- | ------------------------------------------- | -------- | -------------------------------- | -------- |
| Одномісні сани (чоловіки) | Пауль Гільдґартнер · Італія                 | 3:04.258 | Сергій Данилін · СРСР                       | 3:04.962 | Валерій Дудін · СРСР             | 3:05.012 |
| Одномісні сани (жінки)    | Штеффі Вальтер-Мартін · НДР                 | 2:46.570 | Беттіна Шмідт · НДР                         | 2:46.873 | Уте Обергофнер-Вайс · НДР        | 2:47.248 |
| Двомісні сани             | ФРН (FRG) Ганс Штанґґасінґер Франц Вембахер | 1:23.620 | СРСР (URS) Євген Бєлоусов Олександр Бєляков | 1:23.660 | НДР (GDR) Єрґ Гоффман Йохен Піцш | 1:23.887 |

## Країни-учасниці
У змаганнях з санного спорту на Олімпійських іграх у Сараєві взяли участь спортсмени 17-ти країн. Пуерто-Рико і Югославія дебютували в цьому виді програми.
- Австрія (7)
- Канада (2)
- Західна Німеччина (8)
- Велика Британія (4)
- НДР (10)
- Італія (9)
- Японія (5)
- Ліхтенштейн (1)
- Норвегія (2)
- Пуерто-Рико (1)
- Румунія (3)
- Швеція (2)
- Чехословаччина (3)
- Китайський Тайбей (3)
- СРСР (10)
- США (9)
- Югославія (3)